# Megamelus
Megamelus är ett släkte av insekter som beskrevs av Franz Xaver Fieber 1866. Megamelus ingår i familjen sporrstritar.

## Dottertaxa tillMegamelus, i alfabetisk ordning[1][2]
- Megamelus aestus
- Megamelus angulatus
- Megamelus anticostus
- Megamelus bellicus
- Megamelus bifurcatus
- Megamelus davisi
- Megamelus discrepans
- Megamelus distinctus
- Megamelus electrae
- Megamelus geranor
- Megamelus inflatus
- Megamelus iphigeniae
- Megamelus kahus
- Megamelus leimonias
- Megamelus leptus
- Megamelus longicornis
- Megamelus metzaria
- Megamelus muiri
- Megamelus notula
- Megamelus notulus
- Megamelus ornatipennis
- Megamelus palaetus
- Megamelus paludicola
- Megamelus persephone
- Megamelus piceus
- Megamelus proserpinoides
- Megamelus quadrimaculatus
- Megamelus scutellaris
- Megamelus sponsa
- Megamelus timehri
- Megamelus uncus
- Megamelus venosus